# Joanna Shimkus
Joanna Shimkus, née le 30 octobre 1943 à Halifax (Nouvelle-Écosse), est une actrice canadienne, surtout connue pour ses films de la deuxième moitié des années 1960.
Elle est l'épouse de l'acteur américain Sidney Poitier avec qui elle a eu deux filles : l'actrice Sydney Tamiia Poitier et sa sœur Anika.

## Biographie
Joanna Shimkus est née à Halifax d'un père lituanien et d'une mère d'origine irlandaise. Son père travaille pour la Marine royale canadienne. Elle fréquente l'école du couvent des Sœurs du Saint-Nom à Montréal, au Québec, et grandit dans cette ville,,,. 
Âgée de 19 ans, elle vient à Paris, où elle travaille comme mannequin. Vite remarquée, elle commence une carrière au cinéma en 1964, en tournant dans un film de Jean Aurel, De l'amour. Elle devient l'actrice fétiche du réalisateur Robert Enrico, qui la choisit pour des rôles importants dans trois de ses films : Les Aventuriers en 1967, aux côtés d’Alain Delon et Lino Ventura, Tante Zita, toujours en 1967, où elle interprète des chansons de François de Roubaix avec une « voix chaude et intimiste », et Ho ! en 1968. Si Les Aventuriers sont au bout du compte un succès qui contribue à la faire connaître, le tournage a été tendu : Alain Delon a essayé d'imposer son épouse Nathalie Delon pour le rôle joué par Joanna Shimkus. 
Elle interprète aussi en duo avec Sacha Distel la chanson Ces mots stupides, adaptation de Somethin' Stupid, créée aux États-Unis et interprétée notamment par Frank et Nancy Sinatra.
En 1968, elle tourne dans Boom de Joseph Losey, aux côtés d'Elizabeth Taylor et Richard Burton, et l'année suivante dans The Lost Man, au cours duquel elle rencontre Sidney Poitier, son partenaire dans le film et futur mari dans la vie. Elle figure également comme actrice vedette dans L'Invitée de Vittorio De Seta en 1969, puis dans plusieurs films de Christopher Miles au début des années 1970.
Elle prend ensuite sa retraite d'actrice et épouse le 23 janvier 1976 Sidney Poitier. De cette union naissent deux filles, Anika et Sydney Tamiia (née en 1973, devenue également actrice). Joanna Shimkus a trois petits-enfants : deux par Anika et un par Sydney Tamiia.

## Filmographie
- 1964 : De l'amour de Jean Aurel : Sophie
- 1965 : Paris vu par… sketche Montparnasse-Levallois de Jean-Luc Godard : Monica
- 1965 : Idoli controluce d'Enzo Battaglia : Alexandra
- 1965 : Les Cinq Dernières Minutes (série télévisée), épisode no 36 Des fleurs pour l'inspecteur de Claude Loursais : Greta
- 1966 : Qui êtes-vous, Polly Maggoo ? de William Klein
- 1967 : Les Aventuriers de Robert Enrico : Laetitia
- 1968 : Tante Zita de Robert Enrico : Annie
- 1968 : Boom de Joseph Losey : Miss Black
- 1968 : Ho ! de Robert Enrico : Bénédicte
- 1968 : La Prisonnière d'Henri-Georges Clouzot : une invitée au vernissage
- 1969 : L'Homme perdu (The Lost Man) de Robert Alan Aurthur : Cathy Ellis
- 1969 : L'Invitée (L'Invitata) de Vittorio De Seta : Anna
- 1970 : La Vierge et le Gitan (The Virgin and the Gypsy) de Christopher Miles : Yvette
- 1971 : The Marriage of a Young Stockbroker de Lawrence Turman : Lisa Alren
- 1972 : Le Temps d'aimer (A Time for Loving) de Christopher Miles : Joan McLaine
- 2010 : Yard Sale (court métrage) d'Anika Poitier : la patronne
- 2018 : The Force (téléfilm) de John David Hartfield : Margaret Winters